# 배경훈 (1976년)
배경훈(裵慶勳, 1976년~)은 대한민국의 기업인이다. 제6대 과학기술정보통신부 장관이다.

## 생애
서울 출생으로 박사과정 재학 중에 벤처업계의 신화로 불리던 3R에 합류하여 기술리더로서 영상인식 및 3차원영상 산업분야를 주도적으로 이끌었다. 과학기술경영의 중요성을 인식한 그는 전자공학의 효시인 광운대학교에서 전자물리 학사를 졸업후, 동 대학인 광운대학교 전자공학 석학, 광운대학교 전자공학 박사 학위 취득뿐 아니라 미국 컬럼비아서던대학교에서 MBA를 취득하고 미국 스탠퍼드 대학교에서 최고프로젝트경영 과정을 수료하였으며, 이후 2006년부터 삼성탈레스(삼성전자와 프랑스 탈레스그룹 합작사)의 책임연구원으로 재직하여 인공지능 기반 무인자율로봇에 대한 연구를 수행하였고, SK텔레콤에서는 영상인식, 빅데이터를 포함한 인공지능 연구를 수행하였다.
2023년 과학기술정보통신부로부터 은탑산업훈장을 받았다. 산업훈장은 국가 산업 발전에 기여한 공적이 뚜렷한 사람에게 수여하는 훈장으로 금탑, 은탑, 동탑, 철탑, 석탑 등 5등급으로 나눠져 있다. 은탑산업훈장은 이중 제2등급 산업훈장에 해당한다. LG AI연구원장으로서 초거대 AI 사업화 성과를 이끌고, 글로벌 파트너사 협력을 통해 국내 소프트웨어 산업 경쟁력을 높인 점에서 높은 평가를 받은 것으로 알려졌다.
연구성과로는 15여편의 SCI 국제저널을 포함하여 50여편의 논문을 게재한 바 있고, 2007년에는 세계3대인명사전에 등재되었고 세계예술과학및통신협회(WCASC) 부의장으로 임명되었다.IEEE, SPIE, IEICE 및 IS&T 학회의 기술위원으로도 활동하였으며 국가인공지능위원회 위원, 초거대AI협의회 공동회장 및 개인정보보호위원회 AI프라이버시 민관 정책협의회 공동의장을 역임 중이다.
인공지능 전문가로서 2016년 LG그룹에 합류하여 LG경제연구원, LG유플러스 및 LG사이언스파크 AI추진단장을 거쳐서 2020년부터 LG AI연구원 원장으로 그룹의 중장기 인공지능 전략 수립과 비즈니스 모델 발굴, 계열사 간 시너지 창출, 계열사들의 인공지능 역량 강화를 이끌고 있다. 생성형 AI 기술 발전과 산업 생태계 확보를 위해 노력 중으로, 2021년 초거대 AI EXAONE(엑사원)을 최초로 공개하고 2023년에는 EXAONE 기반의 3대 플랫폼과 서비스 상용화 성과를 발표하였으며 2024년에는 글로벌 Top 수준의 EXAONE 3.0을 오픈소스로 공개 했고, 4개월 뒤인 2024년 12월에는 EXAONE 3.5 2.4B, 7.8B, 32B 3개 모델을 공개 했다. 이중 32B 모델은 미국 민간 연구단체인 에포크 AI(Epoch AI)가 공개한 '주목할 만한 AI 모델(Notable AI Models)' 리스트에 등재 되기도 했다. 2025년 2월에는 데이터 리스크를 자동 분석하는 Agent AI인 NEXUS를 공개하고, 3월에는 수학, 과학, 코딩 등 추론 작업에 특화된 모델인 EXAONE Deep 도 공개했다. 
한편 LG AI연구원은 2020년에는 CVPR(Computer Vision & Pattern Recognition)이 주관하는 Continual Learning 경연대회에서 종합 우승, 2021년에는 스탠포드 대학이 주관하는 SQuAD(Stanford Question Answering Dataset)에서 세계 1위의 성과를 달성했다. 2023년에는 한국어 AI기계독해 경진대회인 KorQuAD2.0에서 1위를 차지하기도 했다.

## 학력
- 대신고등학교 졸업
- 스탠포드 경영대학원 빅데이터 최고경영자과정 수료
- 컬럼비아서던대학교 경영학 (석사)
- 광운대학교 전자공학 (석사,박사)
- 광운대학교 전자물리 (학사)

## 경력
- 2025.7~현재 과학기술정보통신부장관
- 2025.6 과학기술정보통신부장관 후보자
- 2025.4~2025.07 현재 대법원 사법부 인공지능위원회 위원
- 2025.3~2025.07 한국인공지능소프트웨어산업협회 AI정책협력위원회 위원장
- 2025.2~2025.07 국가과학기술자문회의 심의위원
- 2024.12~현재 아시아-태평양 인공지능협회(AAIA) 펠로우
- 2024.10~2025.07 국가인공지능위원회 위원
- 2024.1~현재 한국공학한림원 정회원
- 2023.10~2025.07 개인정보보호위원회 AI 프라이버시 민관 정책협의회 공동의장
- 2023.6~2025.07 현재 초거대AI추진협의회 회장
- 2020.12~2025.7 LG AI연구원 원장
- 2019~2020 LG사이언스파크 AI추진단 단장
- 2017~2019 LG유플러스 AI플랫폼 담당
- 2016~2017 LG경제연구원 연구위원
- 2011~2016 SK텔레콤 미래기술원
- 2007 마르퀴즈 후즈 후(Marquis Who’s Who) 인 더 월드 등재
- 2006.12 미국전기전자기술자협회 IEEE 심사위원
- 2006~2011 삼성탈레스 종합연구소

## 수상
- 2023 은탑산업훈장
- 2024 아시아비지니스혁신학회 혁신기업가 대상
- 2022 뉴욕 페스티벌 국제 광고제 더 퓨처 나우부문 금상, 은상
- 2022 Good AI Awards 대상
- 2022 한국인공지능학회 기업인상
- 2007 국제인명센터 IBC 올해의 국제과학자상
- 2007 국제인명센터 IBC 세계선도과학자상